# آرون هنري (كرة سلة)
آرون جيمس هنري (من مواليد كنتاكي، 30 أغسطس 1999) هو لاعب كرة سلة أمريكي محترف يلعب في فريق تويوتسو فايتنج إيجلز ناغويا من دوري الدرجة الثانية الياباني. وقد لعب سابقًا مع فريق فيلادلفيا سفنتي سيكسرز في الدوري الأمريكي للمحترفين، وديلاوير بلو كوتس من الدوري الأمريكي للمحترفين جي . ولعب كرة سلة جامعية في البداية لفريق ولاية ميشيغان سبارتانز.